# Cavisternum waldockae
Espèce
Cavisternum waldockae est une espèce d'araignées aranéomorphes de la famille des Oonopidae.

## Distribution
Cette espèce est endémique d'Australie-Occidentale. Elle se rencontre dans le parc national de Drysdale River dans le comté de Wyndham-East Kimberley.

## Description
Le mâle holotype mesure 1,15 mm.

## Étymologie
Cette espèce est nommée en l'honneur de Julianne Waldock.

## Publication originale
- Baehr, Harvey & Smith, 2010 : The goblin spiders of the new endemic Australian genus Cavisternum  (Araneae: Oonopidae). American Museum Novitates, no 3684, p. 1-40 (texte intégral).